# Rahul Ravindran
Rahul Ravindran (nacido el 23 de junio de 1981) es un actor, director y guionista indio conocido por su trabajo en películas en telugu y tamil. Dio sus primeros pasos en la película tamil "Moscú en Kavery" (2010), y luego asumió roles protagónicos como el de un hombre con parálisis cerebral en "Vinmeengal" y como mecánico en "Soorya Nagaram". En la industria cinematográfica telugu, debutó con "Andala Rakshasi" (2012). Hizo su debut como director con la película en telugu "Chi La Sow" (2018), por la cual fue galardonado con el Premio Nacional al Mejor Guion Original.

## Primeros años de vida
Rahul Ravindran nació el 23 de junio de 1981 en Madrás. Sus padres son Ravindran y Vasumathi, y sus raíces provienen del distrito de Thanjavur en Tamil Nadu. Después de completar sus estudios en la escuela secundaria superior Vidya Mandir, obtuvo su licenciatura en comercio. Luego, siguió con una maestría en administración de empresas y trabajó como subdirector de marca para una empresa líder de medios en Mumbai.

## Carrera
En Mumbai, mientras cenaba en un restaurante, recibió una oferta para audicionar para un comercial de televisión dirigido por Dibakar Banerjee, conocido por su trabajo en "Khosla Ka Ghosla". El éxito en ese comercial le abrió más oportunidades en el campo publicitario. Durante este tiempo, también se desempeñó como actor de doblaje en dibujos animados y programas infantiles en tamil que se transmitían en varios canales de televisión. Específicamente, prestó su voz en tamil al Red Ranger en "Power Rangers - Mystic Force" y al White Ranger en "Power Rangers SPD". Además, tuvo un papel secundario en la película "Madrasi" dirigida por Arjun en 2006. Luego de renunciar a su trabajo, Rahul regresó a Chennai con la intención de encontrar trabajo como asistente de dirección. Antes de que pudiera hacerlo, los miembros del equipo del director Ravi Varman vieron su trabajo en publicidad y lo convocaron para una audición en "Moscowin Kavery". La película presentaba a una serie de nuevos actores, incluida Samantha, y contaba con música de Thaman, quien hizo su debut como compositor musical. Sin embargo, debido a conflictos de programación de Ravi Varman con sus proyectos como director de fotografía, la película quedó en un limbo de desarrollo y finalmente se estrenó en agosto de 2010. La recepción crítica fue abrumadoramente negativa, con críticas mixtas hacia la actuación de Rahul. Mientras que un crítico de Behindwoods.com mencionó que "se muestra como un profesional de software suave", otros críticos señalaron que su actuación era "rígida" y que "sonreía demasiado y parecía que podría hacerlo bien si tuviera la oportunidad".
Después, Rahul apareció en "Vinmeengal" de Vignesh Menon, donde interpretó a Jeeva, quien sufre de parálisis cerebral. La película, que también contó con Anuja Iyer, Bhavana Rao y Pandiarajan, recibió críticas por encima del promedio, y la actuación de Rahul fue elogiada. Behindwoods.com mencionó que "el atractivo Rahul Ravindran aprovecha su oportunidad y ofrece un buen rendimiento". Sin embargo, el crítico de The Hindu señaló que "a veces, el trauma de Rahul no se presenta de manera efectiva, lo que hace que sientas que podría haberlo hecho mejor". Su tercera película, "Soorya Nagaram" de Chellamuthu, junto a Meera Nandan, tuvo un estreno mucho más discreto y obtuvo críticas en su mayoría promedio. Interpretando a Vetrivel, un mecánico de taller en Madurai, la película se centró en el matrimonio entre castas y la oposición de los padres, y un crítico citó que Rahul era "competente y se expresaba bien". Más tarde, en 2012, apareció en la película en telugu "Andala Rakshasi", recibiendo críticas positivas por su actuación y abriéndole más oportunidades en la industria cinematográfica telugu.
En 2013, Rahul tuvo un papel secundario en la comedia romántica "Vanakkam Chennai", junto a Shiva y Priya Anand, la cual tuvo un buen desempeño en taquilla. Sus lanzamientos en telugu ese año, "Pelli Pustakam" y "Nenem… ¿Chinna Pillana?", tenían presupuestos significativamente más pequeños y no lograron tanto éxito. Su estreno en 2014, "Ala Ela", se convirtió en un éxito de taquilla, atrayendo al público gracias al boca a boca positivo en las redes sociales. En 2015, actuó como amigo de la infancia en la película de acción animada "Tiger" con Sundeep Kishan, seguida de la exitosa película familiar "Srimanthudu", en la que también actuó junto a Mahesh Babu. En 2018, protagonizó las películas románticas "Hyderabad Love Story" y "Howrah Bridge". Además, ganó el Premio Nacional de Cine al Mejor Guion Original por su ópera prima "Chi La Sow". También participó en las nuevas versiones en tamil y telugu de la película kannada "U Turn", protagonizada por Samantha y Aadhi Pinisetty.
En 2019, Rahul dirigió "Manmadhudu 2", que resultó ser un fracaso en la taquilla. En 2021, también compartió protagonismo con Nani y Sai Pallavi en "Shyam Singha Roy".
En 2023, interpretó el papel del esposo en el drama tamil "The Great Indian Kitchen", una adaptación de la exitosa versión malayalam que recibió elogios tanto de la crítica como del público.

## Vida personal
Rahul Ravindran se casó con la cantante Chinmayi Sripaada en mayo de 2014, después de haber comenzado a salir en junio de 2013, cuando se conocieron en el estreno de "Andala Rakshasi", donde Chinmayi desempeñó el papel principal femenino. La pareja tiene hijos gemelos, un niño y una niña.

### Artista de doblaje
- Futuro novio - Chi La Sow
- Jiiva - 83 (versión doblada en telugu)
- Ashwin Kumar – Anni Manchi Sakunamule